# The Woman Under Cover
The Woman Under Cover è un film muto del 1919 diretto da George Siegmann. Prodotto e distribuito dalla Universal Film Manufacturing Company, aveva come interpreti Fritzi Brunette, George A. McDaniel, Harry Spingler, Fontaine La Rue.
 
La sceneggiatura di Harvey F. Thew si basa su Playing the Game, lavoro teatrale di Sada Cowan.

## Trama
Quando il marito, famosa star di Broadway, annuncia alla ballerina Yvonne Leclaire di volerla lasciare perché stanco di lei, la donna gli spara. Poi Yvonne nasconde la pistola, ma, essendo stata vista da Billy Jordan, per tenerselo buono, promette di sposarlo se lui non la denuncerà. Quando però lui vede che la donna incoraggia invece un ricco corteggiatore, il giovane spiffera la sua storia a un giornalista. Il proprietario del giornale minaccia di licenziare tutti se non ne verrà ricavato uno scoop e Mac, il direttore, manda Alma Jordan ad indagare sulla vicenda. Mac e Alma sono innamorati, ma lei lo tiene a distanza a causa della promessa che ha fatto alla madre, sul suo letto di morte, di prendersi cura del fratello minore che altri non è che Billy, un ragazzo sregolato e pieno di problemi. Alma riesce a far parlare Yvonne, che ormai ha perso completamente la testa, ma resta interdetta venendo a sapere del coinvolgimento del fratello nella vicenda. Risolve la situazione passando la storia a Mac e licenziandosi. Dopo avere accettato finalmente la sua proposta di matrimonio, Alma si impegna, insieme a Mac, di aiutare Billy a venire fuori dai guai.

## Produzione
Il film, prodotto dalla Universal Film Manufacturing Company, venne girato in California, negli Universal Studios, al 100 di Universal City Plaza, Universal City.

## Distribuzione
Il copyright del film, richiesto dalla Universal, fu registrato il 23 agosto 1919 con il numero LP14138.

Distribuito dalla Universal Film Manufacturing Company, il film uscì nelle sale statunitensi il 15 settembre 1919.
Non si conoscono copie ancora esistenti della pellicola che viene considerata presumibilmente perduta.